# Hippopsis nigroapicalis
Hippopsis nigroapicalis es una especie de escarabajo longicornio del género Hippopsis, tribu Agapanthiini, subfamilia Lamiinae. Fue descrita científicamente por Martins y Galileo en 2003.

## Descripción
Mide 12,2-15,6 milímetros de longitud.

## Distribución
Se distribuye por Bolivia y Ecuador.